# بمب‌گذاری کلیسای جامع ارتدوکس قبطی سنت مارک
در تاریخ ۱۱ دسامبر ۲۰۱۶ یک انفجار در داخل کلیسای جامع ارتدوکس قبطی سنت مارک، در محله عباسیان قاهره باعث کشته شدن ۲۵ تن شد. تاکنون هیچ گروهی مسئولیت بمب‌گذاری را نپذیرفته‌است. اولین باری بود که کلیسای در قاهره بمب‌گذاری می‌شد.

## حادثه
انفجار در حدود ۱۰ صبح به وقت محلی در محله عباسیه (مصر) به وقوع پیوست.